# 觀相
《觀相》（：／），是一部2013年上映的韓國古裝電影，劇本曾在韓國電影振興委員會於2010年舉辦的電影劇本選拔大賽中奪冠。以癸酉靖難為背景，講述天才觀相家為了扭轉朝鮮命運而展開的故事。由韓在林導演執導，宋康昊、李政宰、白潤植、曹政奭、李鍾碩、金惠秀主演，这也是宋康昊主演的第一部古装片。

## 劇情簡介
天才觀相家來景與小舅子彭憲、兒子鎮衡一起隱居於偏遠鄉下，某天突然不想再以這副落魄的模樣過活，於是決定接受了鴇娘嫣紅的提議前往漢陽（今首爾）替人看相賺錢，希望能夠飽食暖衣並且重振家族。來景憑藉著卓越的觀相能力，受到金宗瑞引薦赴司憲府協助挑選可用的人才，當今國王文宗也對來景的能力有所耳聞，便秘密下令讓他來辨別誰具有逆謀之相，使得來景成為了左右朝鮮王朝命運的關鍵人物......

## 演員陣容
| 演員   | 角色           | 備註                                               |
| 宋康昊 | 來景           | 觀相家，僅過目一次面相便能猜出他人的一切。         |
| 李政宰 | 首陽大君       | 欲除掉年幼侄子端宗，成為朝鮮的新王。               |
| 白潤植 | 金宗瑞         | 左議政                                             |
| 曹政奭 | 彭憲           | 來景的小舅子兼助手                                 |
| 李鍾碩 | 鎮衡           | 來景的兒子，一心想要出仕。                         |
| 金惠秀 | 嫣紅           | 漢陽最大妓院的鴇娘。                               |
| 金太祐 | 文宗           | 首陽大君的兄長，端宗的父親。                       |
| 金義聖 | 韓明澮         | 首陽大君的心腹，因遭來景預言晚年時戰戰兢兢地活著。 |
| 蔡相宇 | 端宗           |                                                    |
| 高昌錫 | 崔大監         |                                                    |
| 李奎炯 | 大殿內官       | 奉首陽大君之命監視端宗的內官                       |
| 李允健 | 司憲府掌令     |                                                    |
| 尹敬浩 | 首陽大君的侍衛 |                                                    |

## 票房
在首映當日預售率曾一度達到77.2%，首周末创造了189万人次的高票房。第2週逢中秋連假（9月18至22日），在5天內共有364萬人觀看，單日最多將近90萬人，假期結束後累積約687萬人次。上映19天突破800萬人次。總觀影人數約913萬。

## 收益捐贈
2012年12月還在策劃階段時，製作公司與某慈善機構簽訂捐贈協議，將電影的一半收益捐出。

## 改編
製作公司在2011年就已經計劃將《觀相》製作為共24集的電視劇，改編的電視劇版預計於2014年下半年通過韓國三大電視台其中一家播出。

## 獎項
第50屆大鐘獎被提名11項，共獲得6個獎項為最大贏家，宋康昊是繼2001年《JSA安全地帶》和2003年《殺人回憶》後第三度拿下大鐘獎影帝，此次與《7號房的禮物》的柳承龍共同獲獎。第34屆青龍電影獎入圍9個部門（10個獎項）為最多，不過僅有李政宰獲得男配角獎。

### 獲獎情況
| - 第50屆大鐘獎 - 最佳作品獎 - 導演獎（韓在林） - 男主角獎（宋康昊） - 男配角獎（曹政奭） - 人氣獎（李政宰） - 服裝獎 - 第33屆韓國電影評論家協會獎 - 男主角獎（宋康昊） - 男配角獎（曹政奭） - 音樂獎 - CJ CGV明星獎（李政宰） - 第34屆青龍電影獎 - 男配角獎（李政宰） | - 第5屆年度電影獎 - 男子配角獎（李政宰） - 第50屆百想藝術大賞 - 電影部門 男子配角獎（李政宰） |

## 外部連結
- NAVER電影 （页面存档备份，存于）*
- 互联网电影数据库（IMDb）上《觀相大師：滅王風暴》的资料（英文）
- 豆瓣电影上《觀相》的資料 （简体中文）